# 三泊村
三泊村（さんどまりむら）は、かつて北海道留萌郡に存在した村である。

## 沿革
- 1902年（明治35年）4月1日 - 北海道二級町村制施行により留萌郡三泊村が村制施行し、三泊村が発足。
- 1907年（明治40年）4月1日 - 留萌郡留萌村と合併し留萌村を新設して消滅。
- 1919年（大正8年）4月1日 - 旧村域の留萌町大字三泊村の一部が小平蘂村（おびらしべむら、現:小平町）として独立。